# Maradżul
Maradżul (pers. مراجول) – wieś w Iranie, w ostanie Azerbejdżan Zachodni. W 2006 roku  liczyła 369 mieszkańców w 106 rodzinach.